# Ariel (film)
Ariel è un film del 1988 scritto e diretto da Aki Kaurismäki.
È l'episodio centrale della cosiddetta "trilogia dei perdenti" , aperta da Ombre nel paradiso (1986) e conclusa da La fiammiferaia (1990).

## Trama
Taisto, chiusa la miniera dove lavorava nel nord della Finlandia, decide di partire per Helsinki con una Cadillac bianca lasciatagli in eredità dal padre poco prima di suicidarsi.
Viene derubato di tutti i risparmi che aveva portato con sé e fatica a trovare un lavoro. Conosce intanto Irmeli divorziata con un figlio che è costretta a diversi lavori per mantenersi. 
Condannato ingiustamente a due anni di prigione trova come compagno di cella Mikkonen depresso e con ancora 8 anni da scontare per un omicidio. Riescono ad evadere e subito Taisto e Irmeli si sposano subito prima di voler fuggire dalla Finlandia. 
Per pagare i passaporti falsi e i marinai che li porteranno i due evasi via decidono di rapinare una banca. Il colpo riesce ma i falsari colpiscono a morte Mikkonen per prendere tutta la refurtiva e non la metà pattuita. Taisto interviene e uccide i due malviventi e riesce a recuperare tutto il denaro. Taisto e Irmeli seppellito l'amico e preso il bambino si imbarcano sul cargo Ariel diretto in Messico.